# بازی مخفی‌کاری

سالید اسنیک مخفی در پشت یک تانک در بازی متال گیر سالید (یک بازی مخفی‌کاری)

بازی مخفی‌کاری (به انگلیسی: Stealth game) نوعی بازی است که فرد باید بدون جلب توجه دشمن از میان آن‌ها بگذرد و اولین بار توسط بازی قلعه ولفنشتاین و در سال ۱۹۸۱ معرفی شد، اما تا سال ۱۹۹۸ طرفدار چندانی نیافت. با انتشار بازی متال گیر سالید برای پلی‌استیشن، این سبک بازی محبوبیت یافت و همراه بازی متال گیر سالید ۲: فرزندان آزادی نزدیک به ۷ میلیون نسخه فروخت.
در سبک مخفی‌کاری، زیر شاخه‌های متفاوتی وجود دارد؛ مثلاً در بازی هیتمن فرد باید یکی از دشمنان را کشته و لباس او را بپوشد تا شناسایی نشود، اما در بازی‌های اسپلینتر سل و شکارچی انسان، فرد باید در سایه یا پشت اجسام مخفی شود تا بتواند از دست دشمنان بگریزد و در بازی کیش یک آدم‌کش، بعد از شناسایی باید میان راهبه‌ها یا کاه‌ها یا میان مردم رود تا مخفی شود یا مانند راهبه‌ها لباس بپوشد.

## مثال های معروف
متال گیر (مجموعه بازی)
هیتمن (مجموعه بازی)
اساسینز کرید